# Leonie Fiebig
Leonie Fiebig (Minden, 24 de mayo de 1990) es una deportista alemana que compite en bobsleigh en la modalidad doble.
Ganó tres medallas en el Campeonato Mundial de Bobsleigh entre los años 2023 y 2025, y dos medallas en el Campeonato Europeo de Bobsleigh, en los años 2021 y 2025.

## Palmarés internacional
| Campeonato Mundial | Campeonato Mundial           | Campeonato Mundial | Campeonato Mundial |
| Año                | Lugar                        | Medalla            | Prueba             |
| ------------------ | ---------------------------- | ------------------ | ------------------ |
| 2023               | Sankt Moritz (Suiza)         | Medalla de oro     | Doble              |
| 2024               | Winterberg (Alemania)        | Medalla de bronce  | Doble              |
| 2025               | Lake Placid (Estados Unidos) | Medalla de plata   | Doble              |
| Campeonato Europeo |                              |                    |                    |
| Año                | Lugar                        | Medalla            | Prueba             |
| 2021               | Winterberg (Alemania)        | Medalla de bronce  | Doble              |
| 2025               | Lillehammer (Noruega)        | Medalla de plata   | Doble              |